# Orangehalsad grönspett
Orangehalsad grönspett (Chrysophlegma mentale) är en fågel i familjen hackspettar inom ordningen hackspettartade fåglar.

## Utseende och läte
Orangehalsad grönspett är en praktfull medelstor hacksett. Fjäderdräkten är mossgrön med blodrött på vingar och hals. På baksidan av huvudet och nacken syns en solgul tofs. Strupen har ett svartvitt schackrutigt mönster som dock ofta är svårt att se. Bland lätena hörs högljudda "nyeh" och "choo-yik!".

## Utbredning och systematik
Orangehalsad grönspett delas in i två underarter med följande utbredning:
- Chrysophlegma mentale humii – förekommer från södra Myanmar och södra Thailand till Sumatra, Borneo och Bangka Island; urskiljs ibland som egen art, humii
- Chrysophlegma mentale mentale – förekommer i städsegröna skogar och mosskogar på västra Java

### Släktestillhörighet
Tidigare placerades den bland gröngölingarna i släktet Picus, men DNA-studier har visat att arterna i släktet inte är varandras närmaste släktingar. Orangehalsad, bandad och gulnackad grönspett lyfts därför numera ut till det egna släktet grönspettar (Chrysophlegma).

## Levnadssätt
Orangehalsad grönspett hittas i högvuxna skogar i lågland och lägre bergstrakter, endast sällsynt i ungskog och öppnare områden. Den födosöker medelhögt uppe i träden och ses vanligen enstaka, men även i par eller blandade flockar.

## Status och hot
IUCN hotbedömer de båda underarterna var för sig, båda som nära hotade.